# 張讓 (正統進士)
張讓（1406年—？），字孟謙，直隸太平府當塗縣人，民籍。明朝政治人物。進士出身。

## 生平
應天府鄉試第七十六名。正統十年（1445年）乙丑科會試第一百二十七名，殿試登進士第三甲第五十八名。

## 家族
曾祖張榮。祖父張均亮。父亲張復。